# Henning Helbrandt
Henning Helbrandt (ur. 30 maja 1935 w Kopenhadze, zm. 18 września 2010) – piłkarz duński grający na pozycji obrońcy. W swojej karierze rozegrał 3 mecze w reprezentacji Danii.

## Kariera klubowa
Całą swoją karierę piłkarską Helbrandt spędził w klubie Kjøbenhavns Boldklub. Zadebiutował w nim w 1953 roku w duńskiej lidze i grał w nim do 1968 roku. W 1968 roku wywalczył z nim mistrzostwo Danii, swoje jedyne w karierze.

## Kariera reprezentacyjna
W reprezentacji Danii Helbrandt zadebiutował 18 czerwca 1961 w przegranym 1:2 meczu Mistrzostw Nordyckich ze Szwecją, rozegranym w Kopenhadze. Wcześniej, w 1960 roku, zdobył srebrny medal Igrzyskach Olimpijskich w Rzymie. W kadrze narodowej rozegrał 3 spotkania, wszystkie w 1961 roku.